# Carl Husemann
Carl Husemann (* 20. April 1898 in Stolzenau/Weser; † 25. Oktober 1987 in Berlin) war ein deutscher Kulturtechniker mit Forschungsschwerpunkten auf den Gebieten der Moorkultur, Melioration und Bewertung von Grünlandstandorten.

## Leben und Wirken

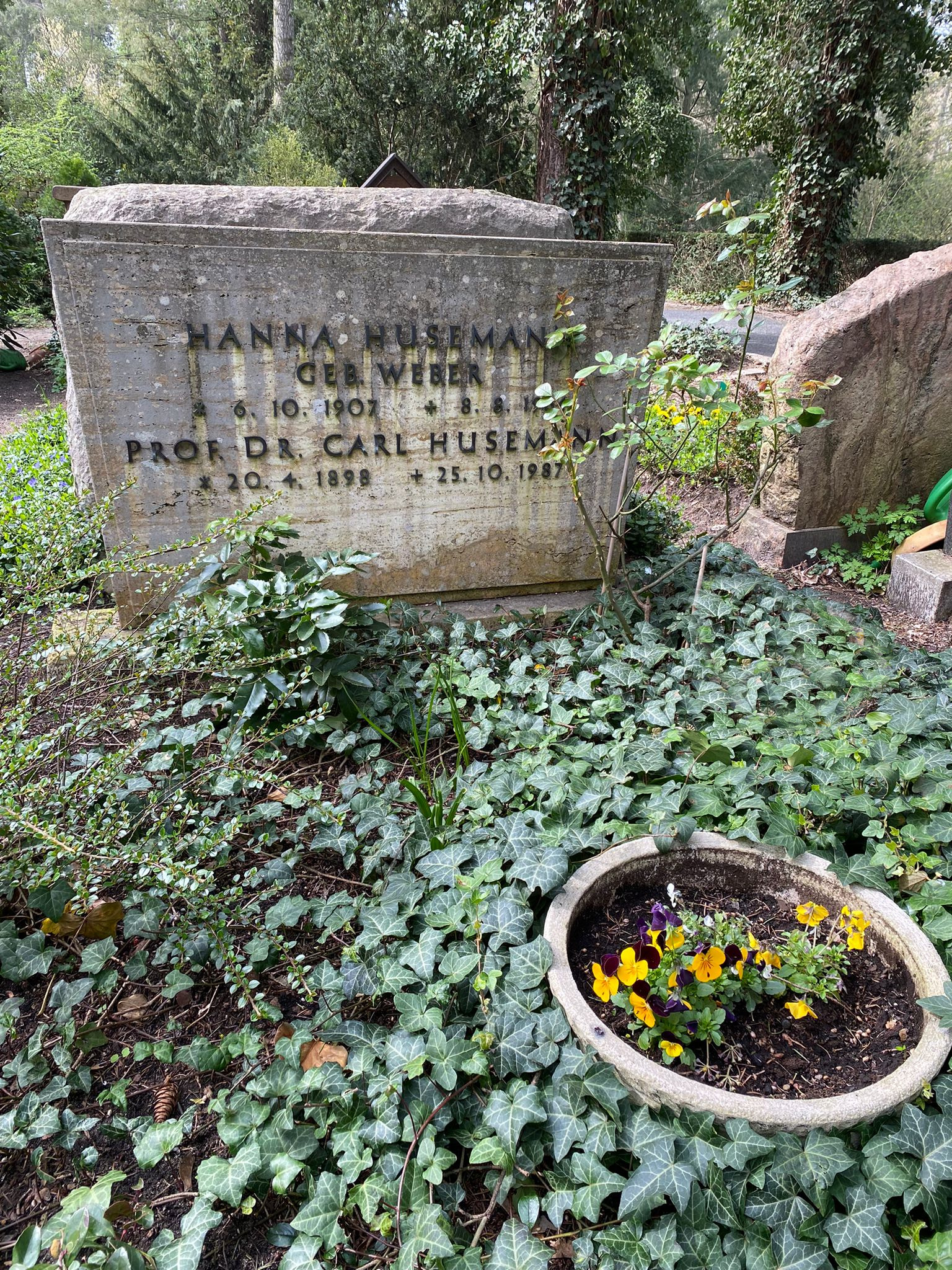
Grabstätte auf dem Friedhof Heerstraße

Carl Husemann entstammt einer alteingesessenen niedersächsischen Bauernfamilie. Seit 1921 studierte er Landwirtschaft, zunächst an der Technischen Hochschule München, dann an der Universität Halle (Saale), wo er 1925 mit einer Dissertation über die ostfriesische Hochmoorkolonie Marcardsmoor zum Dr. rer. nat promoviert wurde. Anschließend leitete er vier Jahre lang einen landwirtschaftlichen Versuchsring in Schleswig-Holstein. Von 1929 bis 1949 war er Leiter der landwirtschaftlichen Abteilung der Staatlichen Moor-Versuchsstation in Bremen. Hier beschäftigte er sich überwiegend mit der Melioration, Düngung und Nutzung von Moor-, Heide- und Marschböden. 1950 übernahm er die Leitung der neugegründeten Niedersächsischen Marsch-Versuchsstation und Grünlandlehranstalt Infeld/Oldenburg.
1953 folgte Husemann einem Ruf als ordentlicher Professor auf den Lehrstuhl für Kulturtechnik und Grünlandwirtschaft an der Technischen Universität Berlin. Als Direktor des gleichnamigen Instituts wirkte er hier bis zu seiner Emeritierung im Jahre 1966. In Berlin beschäftigte er sich vor allem mit Fragen des Bodenwasserhaushaltes, mit Meliorationsmaßnahmen, der Verwertung landwirtschaftlicher Abwässer und der Beurteilung von Grünlandstandorten, aber auch mit der Nutzbarmachung seiner Forschungsergebnisse für die kulturtechnische Praxis.
Zahlreiche Beiträge veröffentlichte Husemann in der von ihm 1960 neugegründeten "Zeitschrift für Kulturtechnik und Flurbereinigung". Als Mitherausgeber und federführender Schriftleiter hat er das Profil dieser Fachzeitschrift nachhaltig geprägt und durch die Aufnahme von Publikationen aus technischen, biologischen und ökonomischen Disziplinen neue Maßstäbe für die Weiterentwicklung der Kulturtechnik zu einer interdisziplinär orientierten Wissenschaft gesetzt. Für seine Verdienste um die Landwirtschaft verlieh ihm die Deutsche Landwirtschafts-Gesellschaft 1963 die Silberne Max-Eyth-Denkmünze.
Carl Husemann starb im Oktober 1987 im Alter von 89 Jahren in Berlin. Sein Grab befindet sich auf dem landeseigenen Friedhof Heerstraße in Berlin-Westend (Grablage: 19-D-17/18).

## Wichtigste Publikationen
- Anlage und Bewirtschaftung der ostfriesischen Hochmoorkolonie Marcardsmoor. Ein Beispiel erfolgreicher Hochmoorkultur in der Provinz Hannover. Diss. naturwiss. Fak. Univ. Halle 1925. Maschinenschrift.
- Die landwirtschaftliche Bewertung der Moorböden und ihre natürlichen Grundlagen. Ein Beitrag zur Kultivierung und Besiedlung der deutschen Moore. Verlag Kinau, Lüneburg 1947.
- Beitrag zur Entwicklung der Abwasserforschung im Landbau. In: Kali-Briefe (Büntehof) 1962, Fachgebiet 8, 2. Folge.
- Die landwirtschaftliche Aufgabe in der kulturtechnischen Lehre, Forschung und Praxis. In: Zeitschrift für Kulturtechnik und Flurbereinigung Jg. 5, 1964, S. 257–297.
- Die kulturtechnische Forschungsarbeit in Berlin-Dahlem im letzten Jahrzehnt. In: Zeitschrift für Kulturtechnik und Flurbereinigung Jg. 5, 1964, S. 298–311.

## Weblink
- Literatur von und über Carl Husemann im Katalog der Deutschen Nationalbibliothek